# Изида (журнал)
Изида (издавался в 1909—1916 годах, Санкт-Петербург) — «журнал оккультных наук», официальный печатный орган русских мартинистов, издававшийся в Российской империи.
Сыграл наибольшую роль в распространении астрологических и оккультных знаний в предреволюционной России. «Книжный склад Трояновского» предлагал широкий выбор литературы по эзотерике (десятки наименований).

## История
В 1909 году мартинистской ложей Петербурга был основан оккультный журнал «Изида». Владельцами журнала были: издатель И. К. Антошевский, А. Миркович, «Генеральный Делегат ордена мартинистов для России» и «Член Верховного Совета ордена» Чеслав Чинский.
В начале 1911 года Чинский и журнал были взяты под наблюдение полицией как «источники масонской пропаганды». В этом же году главным редактором становится Трояновский А. В., который перевёл и издал много известных книг по оккультизму. Издательство располагалось по месту прописки Антошевского, и с 1912 года значится в адресной книге Петербурга по месту прописки Трояновского.
В 1913 году петербургские мартинисты во главе с Г. О. Мёбесом отделились от основного Ордена Папюса, образовав автономное общество. И. К. Антошевский был представителем петербургского Ордена, а затем председателем-преемником Мёбеса.
В 1916 году издание журнала прекращается. В конце 1916 года в Европе погибает Папюс, а в Петербурге в эти же месяцы убивают Григория Распутина (оба с 1905 года имели сильное религиозное влияние на семью царя). В 1916 году или летом 1917 года убивают Антошевского И. К. Его сменяет на должности главы российских мартинистов другой ученик Мёбеса — Богданов В.В.

## Гипотеза о названии
С 1772—1776 годов в Петербурге действовало несколько масонских лож, названных именами египетским богов, и одна в Таллине, под названием «Изида». Незадолго до этого, Папюс основал во Франции официальный журнал мартинистов «Покров Изиды», в год когда он был членом теософского общества Е. П. Блаватской, в 1877 году издавшая двухтомный труд «Разоблачённая Изида» («Изида без покрова»). Среди масонов и тарологов (кем был и Папюс) тех лет большое значение имела карта Таро «Верховная жрица» (аркан II), изображавшая богиню Изиду, сидящую между двух колонн Храма Соломона (символов масонства), чьё лицо или фигура в сюжете карты прикрыты вуалью.

## Издания
Среди изданий были как статьи российских эзотериков, так и переводы иностранных оккультистов (частью сделанные Трояновским) — Ледбитер, Седир, Агриппа и др., издавался приезжавший в те годы в Россию Папюс — глава мартинистов.